# Everything Is Love
Everything Is Love (стилізовано заголовними літерами) — студійний альбом співачки Бейонсе та її чоловіка, репера Jay-Z, як від дуету The Carters. Альбом вийшов 16 червня 2018 без попереднього оголошення чи просування під час їх спільного туру «On the Run II Tour» в Лондоні під лейблами Sony Music Entertainment та Roc Nation. Перші два дні був доступний ексклюзивно на сервісі Tidal, потім з'явився в інших сервісах.
Ведучий сингл альбому — пісня «Apeshit», а промо-сингл «Salud!» доступний ексклюзивно в Tidal.

## Критичне сприйняття
Загалом, альбом отримав позитивні відгуки від критиків. Дебютував номером два в американському Billboard 200 з 123,000 одиницями, еквівалентними альбому, з який 70,000 чисті продажі.

## Список композицій
| #     | Назва            | Автор | Продюсер(и)                                                             | Тривалість |
| ----- | ---------------- | --- | ----------------------------------------------------------------------- | ---------- |
| 1.    | «Summer»         | Бейонсе Shawn Carter Marcello Valenzano Andre Christopher Lyon Leon Michels Homer Steinweiss Thomas Brenneck Mike Herard James Fauntleroy II   | Бейонсе Jay-Z Cool & Dre El Michels [a]                                 | 4:45       |
| 2.    | «Apeshit»        | Pharrell Williams Бейонсе Carter Quavious Keyate Marshall Kiari Kendrell Cephus Keith Cozart                                                   | Pharrell Бейонсе [a] Jay-Z [a] Stuart White [b]                         | 4:24       |
| 3.    | «Boss»           | Бейонсе Carter Tyrone Griffin Jr. Dernest Emile II                                                                                             | Бейонсе Jay-Z D'Mile Mike Dean [b] MeLo-X [b] Derek Dixie [b] White [b] | 4:04       |
| 4.    | «Nice»           | Williams Бейонсе Carter | Pharrell Бейонсе [c] Jay-Z [c]                                          | 3:54       |
| 5.    | «713»            | Бейонсе Carter Valenzano Lyon Rayshon Cobbs, Jr.                                                                                               | Бейонсе Jay-Z Cool & Dre 808-Ray [b] Fred Ball [a]                      | 3:13       |
| 6.    | «Friends»        | Бейонсе Carter Matthew Samuels Jahaan Sweet Denisia Andrews Brittany Coney Tavor Javon Hollins Amir Esmailian Navraj Goraya Rupert Thomas, Jr. | Бейонсе Jay-Z Boi-1da Sweet Nav [a] Sevn Thomas [a] Ball [a]            | 5:44       |
| 7.    | «Heard About Us» | Бейонсе Carter Samuels Nija Charles Sweet Hollins Anderson Hernandez Ramon Ibanga, Jr.                                                         | Бейонсе Jay-Z Boi-1da Sweet Vinylz Illmind Ball [b]                     | 3:10       |
| 8.    | «Black Effect»   | Бейонсе Carter Andrews Coney Valenzano Lyon Cobbs, Jr. Alexander Smith                                                                         | Бейонсе Jay-Z Cool & Dre                                                | 5:13       |
| 9.    | «LoveHappy»      | Бейонсе Carter David Andrew Sitek Nija Charles Andrews Coney                                                                                   | Бейонсе Jay-Z Sitek Nova Wav [b]                                        | 3:49       |
| 38:17 |                  | |                                                                         |            |

| Ексклюзивний промо-сингл на Tidal | Ексклюзивний промо-сингл на Tidal | Ексклюзивний промо-сингл на Tidal                     | Ексклюзивний промо-сингл на Tidal        | Ексклюзивний промо-сингл на Tidal |
| #                                 | Назва                             | Автор                                                 | Продюсер(и)                              | Тривалість                        |
| --------------------------------- | --------------------------------- | ----------------------------------------------------- | ---------------------------------------- | --------------------------------- |
| 1.                                | «Salud!»                          | Бейонсе Carter Valenzano Lyon Eliot Dubok Terius Nash | Бейонсе Jay-Z Cool & Dre Beat Butcha [a] | 3:33                              |

Примітки
- ↑  зазначений як співавтор
- ↑  зазначений як додатковий продюсер
- ↑  зазначений як вокальний продюсер